# Stylocoeniella cocosensis
Stylocoeniella cocosensis is een rifkoralensoort uit de familie van de Astrocoeniidae. De wetenschappelijke naam van de soort is voor het eerst geldig gepubliceerd in 1990 door Veron.